# ベス・ハイデン
ベス・ハイデン（Beth Heiden、1959年9月27日 - ）は、アメリカ合衆国、ウィスコンシン州・マディソン出身のドイツ系アメリカ人の元女子スピードスケート選手、自転車競技（ロードレース）及びクロスカントリースキー選手。
本名は、エリザベス・リー・ハイデン・リード(Elizabeth Lee Heiden Reid)。

## 経歴
実兄にエリック・ハイデン。
1976年インスブルックオリンピック及び、1980年レークプラシッドオリンピックでは兄妹揃って出場を果たした。
1976年のインスブルックオリンピックでは3000mに出場し11位。
1978年、世界ジュニアスピードスケート選手権大会 優勝。
1979年、世界オールラウンドスピードスケート選手権大会で総合優勝。世界ジュニアスピードスケート選手権大会
連覇。
1980年のレークプラシッドオリンピックでは、3000mに出場し銅メダルを獲得した。なお、兄のエリックは承知の通り、同大会5種目完全制覇を成し遂げた。その後、自転車競技のロードレース全米選手権を制覇。そして同年のロードレース世界選手権でも優勝した。
その後はバーモント大学の学生として学業に専念する傍ら、クロスカントリースキーに取り組み、同種目のNCAA大会で優勝を果たしている。